# Bataille de Guastalla
Pour les articles homonymes, voir Guastalla.
Guerre de Succession de Pologne
Batailles
- Kehl
- Pizzighettone
- Dantzig
- Bitonto
- Trarbach
- Colorno
- San Pietro
- Philippsbourg
- Gaète
- Capoue (en)
- Guastalla
- Clausen

La bataille de Guastalla, qui eut lieu le 19 septembre 1734, oppose les Français et Piémontais aux Autrichiens. Elle se solde par une victoire de Charles-Emmanuel III de Savoie, qui prend Novare aux Autrichiens, dans le cadre de la guerre de Succession de Pologne.

## Contexte
Au printemps 1734, une armée autrichienne, forte de soixante mille hommes marche sur Mantoue. Charles-Emmanuel III de Savoie ne réagit d'abord que mollement. Alors que la Lombardie est déjà conquise, il se contente de faire une guerre défensive.
Au contraire, le vieux maréchal de Villars, âgé de quatre-vingt-un ans, commandant en chef de l'armée franco-piémontaise, se porte à la rencontre des Autrichiens. Ses troupes marchent sur Milan et occupent la Lombardie sans subir de pertes significatives. Mais Villars décède le 17 juin à Turin.
Louis XV donne le bâton de maréchal aux deux lieutenants de Villars, François-Marie de Broglie et François de Franquetot de Coigny.
Les impériaux sortent de Mantoue, marchent sur Parme et rencontrent les Français le 29 juin à la bataille de San Pietro. Le combat semble tourner à leur avantage quand leur général, le comte Claude Florimond de Mercy est tué. Frédéric-Louis de Wurtemberg prend alors le commandement, rassemble les hommes et se retire en bon ordre.
Les deux nouveaux maréchaux français manquent d'expérience. Ils ne tirent pas parti de la victoire. Ils ne s'entendent pas et perdent du temps. Dans la nuit du 14 septembre, le comte de Waldeck remporte une petite victoire dans le camp de Coigny près de Quistello.
Au petit matin du 15, dix mille impériaux commandés par Wurtemberg pénètrent dans le camp de de Broglie, au gué de la Secchia. Réveillé en sursaut, le maréchal n'a que le temps d'enfiler un côté de sa culotte et de tenir l'autre avant de s'enfuir en abandonnant ses bagages et quatre mille prisonniers. Il y gagnera le surnom de général Culotte. Cela redonne courage aux impériaux qui décident de lancer un assaut décisif sur les positions alliées à Guastalla.

## Le champ de bataille
Guastalla est une petite ville bâtie au confluent du Crostolo et du Pô. Ces deux rivières entourent presque complètement la ville.

## La bataille
Venant de Luzzara, von Königsegg est à la tête de quatre mille hommes quand il se présente le 19 septembre vers dix heures, devant les positions franco-piémontaises. Cette fois, les Français sont sur leurs gardes et ont reçu le renfort de cinq régiments français et de cinq régiments savoyards. Charles-Emmanuel III est enfin sorti de sa réserve et est présent à la tête de ses troupes. Les forces alliées comptent quarante neuf mille hommes.
La cavalerie française, sous les ordres du duc d'Harcourt et du comte de Châtillon est attaquée la première par les cuirassiers allemands qui sont repoussés dans le bois. Pendant ce temps, l'infanterie attaque l'aile gauche des alliés. Après trois heures de combat, Français et Piémontais repoussent les Autrichiens.
Sans se décourager, Königsegg reforme une colonne et lance une nouvelle attaque là où eut lieu le premier choc contre la cavalerie française. Les trois régiments français du Dauphiné, de Soufré et de Picardie encaissent le choc. Après plus de huit heures de combat, Königsegg renonce et commande la retraite. Celle-ci se passe avec ordre, dans le calme et sans se laisser entamer.

## Conséquences
La bataille se termine vers dix-neuf heures. Parmi les douze mille victimes se trouve le prince Frédéric-Louis de Wurtemberg, les généraux Valpareze et Colminero.
Après la bataille Charles-Emmanuel retrouve son apathie et les alliés n'exploitent pas leur succès. Cela permet aux Autrichiens de stabiliser leurs lignes à Luzzara et de prévenir une poussée alliée sur Mantoue. Quelques jours plus tard, Königsegg force le général Maillebois à lever le siège de Mirandole.
À la mauvaise saison, le climat malsain de la plaine du Pô et les maladies font plus de victimes dans les deux camps que sous le feu de l'ennemi.
Tandis que Coigny est affecté à l'armée du Rhin, de Broglie reste seul jusqu'à ce qu'il soit remplacé par le maréchal de Noailles au printemps 1735.
Le prince de Montauban, colonel du régiment de Picardie est chargé de rapporter au roi les étendards pris à l'ennemi.

## Sources
- Histoire philosophique du règne de Louis XV de Hervé Clérel de Tocqueville, 1847
- Louis XV et la société du XVIIe siècle, de Jean-Baptiste Honoré Raymond Capefigue, 1842
- Histoire des Français, de Amédée Renée, 1842